# Назрановский округ
Назра́новский о́круг — административно-территориальная единица Терской области Российской империи, существовавшая в 1909—1920 годах.
Административным центром округа был город Назрань, но в связи с нехваткой места для здания администрации в 1913 он был перенесён в город Владикавказ

## Географическое положение
Располагался в центральной части Северного Кавказа, в районе бассейна рек Терек, Сунжа, Асса и Фортанга, охватывая территорию современных Ингушетии, восточной части Пригородного района Северной Осетии.
Границы: на западе с Осетинским округом, на северо-западе по Курпскому нагорью с Нальчикским округом, на северо-востоке с Сунженским казачьим округом, на востоке с Аргунским округом, на юге по Кавказскому хребту с Тифлисской губернией.

## История
Округ был временно образован в 1905 году, а узаконен официально в 1909 году.
До 1860 года XIX века горское население Северного Кавказа находилось в подчинении военных властей Левого (Северо-Восточный Кавказ) и Правого (Северо-Западный Кавказ) флангов Кавказской линии. Гражданское управление было только в Ставропольской губернии. После окончания Кавказской войны военное управление Кавказом было ликвидировано. В 1860 году вся территория Северного Кавказа была поделена на Ставропольскую губернию, Кубанскую, Терскую и Дагестанскую области. Терская область состояла из 8 округов: Кабардинского, Осетинского, Ингушского, Аргунского, Чеченского, Ичкеринского и Кумыкского.
Административным центром Ингушского округа вместе с Осетинским округом был Владикавказ. Ингушский округ состоял из трёх участков: Назрановский, Пседахский и Горский. Значительные земли равниной Ингушетии в 1864—1865 годах после строительства на них казачьих станиц были подчинены напрямую Терскому казачьему войску.
В 1870 году Ингушский округ вместе с казачьими станицами на Сунже был объединен с Осетинским округом в один Владикавказский округ. В 1888 году Ингушский округ вместе с землями Терского казачьего войска на Сунже был объединён в Сунженский отдел Терской области.
Сунженский отдел в 1909 году был разукрупнён на два округа — Назрановский и Сунженский. В Назрановский округ вошли часть земель, населённая в основном ингушами.

## Население
К 1909 году в округе проживало около 65 тысяч человек.

## Административное деление
В 1913 году в состав округа входило 16 сельских правлений:
| - Алты-Гамурзиевское — с. Алты-Гамурзиевское, - Базоркинское — с. Базоркинское, - Барсуковское — с. Барсуковское, - Верхне-Барсуковское — с. Верхне-Ачалукское, - Контышевское — с. Контышевское, - Кескемское — с. Кескемское, - Назранское — с. Назранское, - Насыр-Картовское — с. Насыр-Картовское, | - Нижне-Ачалукское — с. Нижне-Ачалукское, - Плиевское — с. Плиевское, - Пседахское — с. Пседахское, - Сагопшское — с. Сагопшское, - Средне-Ачалукское — с. Средне-Ачалукское, - Сурхохинское — с. Сурхохинское, - Экажевское — с. Экажевское, - Ярдырское — с. Яндырское, |